# Enzo Esposito
Enzo Esposito, né le 6 octobre 1998 au Luxembourg, est un footballeur luxembourgeois qui évolue au poste de gardien de but au F91 Dudelange.

## Biographie

### F91 Dudelange (jusqu'en 2019)
Formé au sein du F91 Dudelange, c'est dans ce club que la carrière du joueur débute. Il dispute son premier match le 23 septembre 2018 lors d'un 32e de finale de Coupe du Luxembourg face au FC Kehlen (victoire sept buts à un),. Cette saison 2018-2019, il remporte le championnat de BGL Ligue ainsi que la Coupe du Luxembourg.

### FC Swift Hesperange (2019-2020)
Jouant peu avec Dudelange, le joueur s'engage en 2019 avec le FC Swift Hesperange, en Promotion d'Honneur. 
Il dispute son premier match le 17 août 2019 face au FC Yellow Boys Weiler-la-Tour (victoire un but à zéro).

### F91 Dudelange (depuis 2020)
En 2020, après une fin de saison difficile en raison de la pandémie mondiale du Covid-19, le joueur s'engage de nouveau avec son club formateur, le F91 Dudelange,,.
Vice-champion dès sa première saison, le joueur remporte le championnat de BGL Ligue à l'issue de la saison 2021-2022.

#### Prêt au SC Bettembourg (2022-2023)
En 2022, il rejoint en prêt le SC Bettembourg, alors en Promotion d'Honneur, jusqu'à la fin de la saison.

## Palmarès
| F91 Dudelange (3) : |
| --- |
| - BGL Ligue (2) - Champion : 2019 et 2022 - Vice-champion : 2021 - Coupe du Luxembourg (1) - Vainqueur : 2019 - Finaliste : 2022 |